# Pasaporte namibio
El pasaporte namibio (en inglés: Namibian passport; en alemán: Namibischer Reisepass) es la identificación oficial para los ciudadanos de la República de Namibia que viajan al extranjero. Esto es emitido por el Ministerio del Interior de Namibia a todos los ciudadanos de Namibia. El pasaporte es el único documento de identidad que confirma la ciudadanía y/o nacionalidad.
Los pasaportes de Namibia son verdes, con el escudo de armas nacional estampado en la portada. "REPÚBLICA DE NAMIBIA" (en inglés: REPUBLIC OF NAMIBIA) está inscrito sobre el escudo de armas, debajo está el logo biométrico y finalmente está inscrito la palabra "PASAPORTE" (en inglés, PASSPORT). El pasaporte cumple con los requisitos biométricos internacionales desde 2018. A diferencia de los pasaportes de la mayoría de los demás países, el documento de identidad se encuentra al final del documento desde 1990, pero al principio desde la edición de 2017. Desde 2017, los pasaportes han tenido 48 páginas y tienen una validez de diez años.

Requisitos de visa para titulares de pasaportes de Namibia.

## Historia
Los primeros pasaportes de Namibia se introdujeron en 1990, poco después de que el país se independizara de Sudáfrica. En enero de 2018, se introdujo un nuevo tipo de pasaporte biométrico; los pasaportes no biométricos existentes emitidos hasta dicha fecha continúan siendo válidos hasta su vencimiento.

## Apariencia física del pasaporte ordinario
La cubierta del pasaporte es verde oscuro. El escudo de armas nacional se muestra en el medio. Debajo del escudo de armas está la inscripción "Pasaporte" y arriba está el nombre oficial del país "República de Namibia" en inglés. Namibia emite pasaportes diplomáticos y oficiales en azul y rojo respectivamente.

### Página personal
(de izquierda a derecha)
- Fotografía del titular
- Tipo de pasaporte (P para pasaporte ordinario)
- Código de país (NAM)
- Número de pasaporte (precedido por el nombre de la especie, por ejemplo, B. P.)
- Nombre y apellido
  - Apellido de soltera
- Nacionalidad
- Fecha de nacimiento
- Sexo
- Lugar de nacimiento
- Fecha de emisión
- Fecha de caducidad
- La autoridad emisora
- Firma electrónica
- Código legible por máquina

### Pasaporte fronterizo
A principios de 2020 se acordó con Botsuana el uso de un pasaporte fronterizo para los residentes de la isla namibia de Impalila y los pueblos de Kasika. Reemplaza un pasaporte normal para los residentes locales. El trasfondo es que solo pueden viajar a Namibia vía Botsuana (Kasane).

## Galería de imágenes históricas

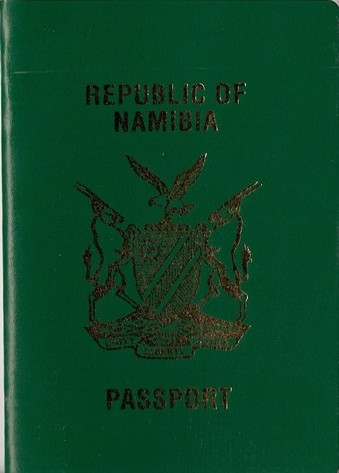
Vista frontal de un pasaporte de Namibia (entre 1990 y 2017).